# Julio Otero y López-Páez
Julio Otero y López‑Páez (Madrid, 22 de mayo de 1849 - Barcelona, 1 de julio de 1922)  fue un ingeniero agrónomo español activo a finales del siglo XIX y principios del XX. Destacó en el desarrollo agrícola moderno en España, especialmente durante el auge azucarero derivado de la pérdida de las colonias de Cuba y Puerto Rico en 1898.

## Biografía

### Formación y primeros trabajos
Fue hijo del general y político Santiago de Otero y Velázquez Gaztelu. Se licenció como ingeniero agrónomo por la Escuela de Madrid en 1874, tras lo que tuvo destinos en León (1877), Ávila (1880) y Albacete (1882). Casó con Delia Enríquez de Gorostiza, de la familia de los marqueses de Hermosilla, con quien tuvo a sus hijos, Santiago y Enrique. Tras enviudar volvió a casarse con Rosario Nuñez Chinchón.
Fue nombrado en 1882 director de la recién creada Granja Agrícola de Zaragoza. Esta institución buscaba modernizar el sector agrario en el valle del Ebro, incluyendo la introducción de nuevos cultivos y la mejora de los existentes, la mecanización e industrialización del sector o el uso de fertilizantes. Un primer foco de la institución fue la plaga de la filoxera de la vid en España, dada la importancia del cultivo de la vid en Aragón y el cambio que estaba suponiendo la entrada de plantones americanos para evitar la enfermedad.
Se acredita a Otero grandes progresos en el uso de fertilizantes. Buscaba solucionar el problema derivado de la falta de abonos en Aragón dado el retroceso de la ganadería tras la desamortización y subsecuente roturación de antiguos montes comunales. La introducción de fertilizantes artificiales (llamados en Aragón en el periodo polvos embusteros de la Granja por ser esta su gran promotora) o de fijadores naturales de nitrógeno permitía eliminar los periodos de barbecho hasta entonces requeridos, aumentando la producción agrícola. Los fertilizantes artificiales eran de elevado coste, pero Otero logró un éxito con la introducción del trébol rojo en la rotación de cultivos de la huerta del Ebro, planta forrajera que contribuye a fijar nitrógeno en el suelo. Este resultó ser una medida económica para aumentar la productividad de los cultivos de cereal, compatible con su uso para forraje y adecuado a las capacidades de inversión disponibles en Aragón. Otero le dedicó al tema un trabajo en 1894 titulado El trébol rojo: su influencia en la mejora del cultivo cereal en las tierras de regadío. El trébol sería con el tiempo sucedido primero por la veza y luego por la alfalfa, en una técnica que aún se usa en la actualidad.
Introdujo igualmente el arado brabant, que tendría tanto éxito que comenzó a ser fabricado localmente en Zaragoza. En 1891 trajo a Zaragoza a su amigo Manuel Rodríguez Ayuso, que se convirtió en uno de sus colaboradores clave. Rodriguez Ayuso le sustituiría en la dirección de la Granja Agrícola de Zaragoza en 1894, aunque ambos siguieron trabajando en la misma.

### Introducción del cultivo de la remolacha
Otro foco fue la difusión de la remolacha azucarera en la vega del Ebro, a lo que dedicó un trabajo en 1892 titulado La remolacha azucarera en la vega de Zaragoza. En este, Otero y Ayuso detallaban las primeras experiencias científicas con el cultivo en España, probando varias semillas e introduciendo las más productivas variedades usadas en Alemania como la Vilmorin. Entre los principales avances de Otero y Rodríguez Ayuso en el cultivo de la remolacha cabe señalar el desarrollo de estrategias para evitar la plaga que el Chaetocnema tibialis suponía en Aragón. 
Buscando industrializar el cultivo, Otero y Ayuso promovieron en 1893-1894 la construcción de la Azucarera de Aragón en el barrio zaragozano del Arrabal, que se convirtió en la primera de su tipo en Aragón. En 1897 Otero obtuvo una patente sobre Un nuevo procedimiento industrial del cultivo de siembra en semillero y trasplante sucesivo de la remolacha azucarera, que solucionaba los problemas al plantar las semillas en suelos arcillosos húmedos, como era habitualmente el caso en los terrenos de regadío de la huerta zaragozana.
La pérdida de las colonias caribeñas en 1898 trajo un auge del cultivo remolachero en España, toda vez que se requería reemplazar la producción de azúcar que antes se obtenía mediante caña de azúcar que no se puede cultivar en la península ibérica. Eso llevó a Otero a participar junto al poderoso financiero Tomás Castellano y Villarroya en la creación en 1899 de Industrial Química de Zaragoza. La nueva empresa se dedicó inicialmente a la producción directa de alcohol tratando los residuos de los ingenios azucareros, aunque pronto viró a la producción de ácido tartárico como insumo industrial para que las azucareras lo produjeran ellas mismas. 

### Últimos años
En 1899 fue elegido miembro de la Sociedad Española de Historia Natural. A principios del siglo XX siguió contribuyendo en la mayoría de sus líneas de trabajo. En 1904 dedicó una memoria al concurso de aventadoras celebrado en La Moncloa. En 1906 publicó Las pulpas de la azucarería en la alimentación del ganado y La alfalfa y el trébol, su cultivo y utilización en la alimentación del ganado.
En 1906 pasó a ser director de la Estación Agronómica de La Moncloa y en 1909 a ser profesor de la Escuela de Agrónomos de Madrid, que llegó a presidir.